# Dom João VI (nau)
A Dom João VI foi uma nau de linha portuguesa que foi lançada à água a 24 de agosto de 1816. Anteriormente tinha recebido o nome de Nossa Senhora dos Mártires e Dom João, Príncipe Regente. A sua construção foi dirigida pelo capitão-tenente construtor naval António Joaquim de Oliveira. Participou na Guerra Civil Portuguesa.